# Postbyen
Postbyen – Copenhagen Central er det kommende bykvarter mellem Hovedbanegården og Kalvebod Brygge i København. Området blev tidligere kaldt Postgrunden og har været lukket område. Når det nye bykvarter står færdigt i 2027, vil det åbne sig mod baneterrænet og skabe en forbindelse til vandet ved Kalvebod Brygge.
Bygningsmæssigt vil kvarteret blive en blanding af erhverv, boliger og hoteller.
Ejendomsudviklingsselskabet Nordkranen A/S startede udviklingen og lokalplanarbejdet tilbage i 2013-2014. Projektudviklingen vil strække sig over næsten 12 år – fra Danica Ejendomme købte hele området af PostNord i 2015 til estimeret færdigt projekt i 2027 – dog færdiggjort i tre etaper i hhv. 2023, 2024 og 2027.

## Historie

### Centralpostbygningen
Centralpostbygningen blev opført i 1912 som hovedsæde for Post- og Telegrafvæsenet og har efterfølgende været hovedsæde for PostNord (tidl. Post Danmark). Bygningen er omkranset af Tietgensgade, Bernstorffsgade, jernbaneterrænet og Københavns Hovedbanegård.
Centralpostbygningen er opført i en fransk inspireret nybarok stil og tegnet af DSB-arkitekten Heinrich Wenck, som også tegnede Københavns Hovedbanegård.
Centralpostbygningen afløste postkontoret på Købmagergade. Et nyt hovedsæde var nødvendigt, da mængden af post var vokset eksplosivt igennem den sidste halvdel af 1800-tallet. Bygningen blev opført ved Københavns Hovedbanegård, da jernbanen på det tidspunkt var postvæsenets foretrukne transportmiddel.
Centralpostbygningen huser i dag hotel Villa Copenhagen. Hotellets står som portalen til det nye bykvarter.
Det er det norske ejendomsselskab Strawberry Property, der har købt Centralpostbygningen af Danica Ejendomme, der står for udviklingen af hele Postbyen. Hotellet, som åbnede i 2020, rummer 390 værelser og 1.200 kvm konferencefaciliteter fordelt på 3 etager.

### Københavns Postcenter
Københavns Postcenter, mellem Centralpostbygningen og Københavns Godsbanegård, blev projekteret i foråret 1967 i samarbejde med arkitektfirmaet Holm & Grut.
Københavns Postcenter, oprindeligt Københavns Postterminal, blev opført af Post & Telegrafvæsenet, og indviet d. 15. november 1979 af Dronning Margrethe og Prins Henrik.  
Postterminalen, som den hed dengang, blev taget i brug i maj 1979 til sortering af postpakker, og i begyndelsen af 1980 til omkartering (sortering af brevpost).
I 2014 satte PostNord Københavns Postcenter, Centralpostbygningen og Girobygningen til salg. Postgrunden blev solgt til Danica Pension i marts 2015.

### Området
Området omkring Postbyen har gennem en årrække gennemgået en større forandring, hvor flere store byggeprojekter er skudt op.
Efter opførelsen af DGI-byen og renoveringen af Halmtorvet, åbnede Kødbyen, der huser en række kontorfællesskaber og madoplevelser.
Andre store projekter i nærområdet er fx Axel Towers og Tivoli Hjørnet, som med en kombination af mad, hotel og retail åbner den gamle have op mod resten af byen. Begge projekter blev officielt indviet i 2017.

## Fremtiden
Postbyen udvikles i tre etaper, og hele området forventes at være færdigudviklet i 2027. Visionen har fra start været at gøre Postbyen til et bæredygtigt vækstcentrum for ambitiøse og målrettede erhvervsdrivende. Kvarteret vil både rumme selvstændige erhvervsdomiciler såsom Danske Bank og et innovativt full-service flerbrugerkontorhus, der får navnet The Stamp.
Første etape omfatter Danske Banks domicil, der forventes at stå klar i 2023.

Kontorbygningen, The Stamp, er del af anden etape, hvor der også bygges fire tårne af forskellige højder, samt en lille rund bygning, der indeholder et sundhedshus. I to af de fire tårne, der bliver henholdsvis 15 og 29 etager, vil der være boliger. Det højeste af de slanke boligtårne bliver på højde med Rådhustårnet. Lejlighederne varierer i størrelserne fra 2 til 7 værelser og der udbydes i alt 160 boliger til leje.
To tårne kommer til at bestå af hotellejligheder. Den britisk baserede hotelgruppe edyn står bag udviklingen af 234 hotellejligheder. De er møntet på gæster, der besøger København og efterspørger fordelene ved en hotellejlighed.
DSB Ejendomsudvikling og Danica Pension er gået sammen om at udvikle tredje etape af Postbyen, der udgør ca. 25.000 etagemeter byggeri. Området kommer forventeligt til at huse almene boliger, studieboliger, udlejningsboliger samt liberale erhverv, hvorved projektet vil være både socialt og klimamæssigt bæredygtigt. Tredje etape forventes at stå klar i 2027.
Postbyens handelsliv vil bestå af et miks af udvalgte butikker, restauranter og caféer. Fælles for koncepterne er, at de tilbyder unikke produkter af bedste kvalitet og med et højt serviceniveau.
Desuden skabes indbydende grønne byrum og pladser, hvor bylivet kan nydes. Området bliver lukket for biltrafik.

### Facts om PostbyenArkiveret16. juli 2021 hosWayback Machine
·      Der skal bygges i alt ca. 150.000 m2 samt ca. 88.500 m2 kælder.
·      Postbyens pladser bliver på størrelse med flere velkendte pladser i København, fx Amager Torv, Sankt Hans Torv og Torvehallerne.
·      Det anslås, at mindst 6.000 mennesker vil arbejde i Postbyen.

·      Der bliver 5.500 cykelparkeringspladser og 1.000 bilparkeringspladser.

#### Danske Banks hovedsæde
- Hovedsædet bliver ca. 113.000 m2 stort - fordelt på 73.000 m2 til kontor og 40.000 m2 til parkering og teknik.
- De to sammenhængende bygninger bliver på hhv. 5 og 9 etager.
- Der bliver plads til ca. 4.000 medarbejdere og gæster.
- Det bliver bæredygtighedscertificeret efter standarden LEED Gold.
- Totalentreprenør på hovedsædet: Per Aarsleff A/S.
- Hovedsædet forventes at stå klar til indflytning i 2023.

- Hovedsædet vil ved færdiggørelsen være ejet af ATP og Danica Pension.

#### Kontorhus for små og mellemstore virksomheder
- The Stamp er kontorhuset i Postbyen, der bliver på ca. 34.000 m2, fordelt på ca. 24.000 m2 til kontor og ca. 10.000 m2 til fællesfunktioner, butik, teknik og depot.
- Der bliver plads til ca. 2.000 medarbejdere.
- Det bliver bæredygtighedscertificeret efter standarden DGNB Guld.
- Totalentreprenør på kontorhuset: Nordstern.
- The Stamp forventes at stå klar til indflytning i 2024.
- The Stamp vil være ejet af Danica Pension.

#### Tårne med lejligheder, hotellejligheder og erhverv[6]
- De fire tårne bliver ca. 59.000 m2, fordelt på ca. 33.000 m2 til lejligheder,  hotellejligheder og erhverv samt ca. 26.000 m2 til parkering, teknik og depot.
- I tårnene bliver der bygget 162 lejligheder og 234 hotellejligheder.
- Ved siden af de fire tårne kommer en lille, rund bygning, der indeholder et sundhedshus.
- De bliver bæredygtighedscertificeret efter standarden DGNB Sølv.
- Totalentreprenør på tårnene: Nordstern.
- Tårnene forventes at stå klar til indflytning og udlejning i 2024.
- Den britisk baserede hotelgruppe edyn vil udvikle de 234 hotellejligheder i to af tårnene, der vil blive en del af edyn’s brand ’Locke’.
- Alle fire tårne vil være ejet af Danica Pension.

#### DSB og Danica Pension udvikler Carsten Niebuhrs Gade 10
- Det samlede areal af Carsten Niebuhrs Gade 10 er ca. 25.000 kvadratmeter. Dertil planlægges ca. 3.500 kvadratmeter kælderareal.
- Området kommer forventeligt til at huse almene boliger, studieboliger, udlejningsboliger samt liberale erhverv.
- Almene boliger forventes at udgøre ca. 7.500 kvm.
- Byrum og offentlige pladser kommer til at udgøre ca. 3.400 kvadratmeter, hvilket svarer til Torvehallerne nær Nørreport Station i København.
- DSB og Danica Pension kommer til at være ligeværdige partnere i det nye område, idet begge vil eje 50 pct. Projektledelsen varetages af Danica Pension.
- Den forventede byggestart er i 2024, og området forventes at stå færdig i 2027. Der vil blive bygget efter de højeste bæredygtighedsstandarder.

## Kritik af startredegørelse
I 2015-2016 stødte planerne for Postbyen på modstand i forbindelse med den startredegørelse, som Københavns Kommune krævede fra projektets side. En startredegørelse er en forløber til lokalplansarbejdet og forudsætningen for at komme videre er et flertal i Borgerrepræsentationen for redegørelsen.
Venstre stemte imod udkastet til startredegørelsen i Teknik- og Miljøudvalget, hvilket forstærkede debatten om projektets mest iøjnefaldende feature; udformningen af Danske Banks kommende hovedsæde; en generel høj bebyggelsesprocent samt højden og placeringen af en række cirkulære tårne i og omkring hovedkontoret.
I 2016 blev et revideret projekt fremlagt. Det var især Morten Kabell, daværende teknik- og miljøborgmester, der i offentligheden var kritisk over for projektet. Lige som han var kritisk over for andre højhusbyggerier, fx Bohrs Tårn i Carlsbergbyen.
Startredegørelsen blev vedtaget i Borgerrepræsentationen i september 2016 med stemmerne 29-24.
I december 2017 forekom den endelige godkendelse af lokalplanen i Borgerrepræsentationen efter endt høring. Planen blev vedtaget med stemmerne 34 for, 18 imod. Enhedslisten og Radikale Venstre stemte imod.